# Інтервал PQ
Інтервал PQ — інтервал на електрокардіограмі, що вимірюється від початку зубця P до початку зубця Q (або R при відсутності зубця Q, тоді він називатиметься інтервал PR).
Інтервал PQ відповідає часу проходження збудження по передсердям та атріовентрикулярному з'єднані до міокарда шлуночків.
Нормальна тривалість інтервалу PQ — 0,12-0,20 с.